# De Soto (Wisconsin)
De Soto – wieś w Stanach Zjednoczonych, w stanie Wisconsin, w hrabstwie Vernon.